# Stepan Pučinjan
Stepan Filippovič Pučinjan (in russo Степан Филиппович Пучинян?; Batumi, 28 novembre 1927 – Mosca, 14 ottobre 2018) è stato un regista sovietico.

## Filmografia parziale

### Regista
- Samyj krasivyj kon' (1976)
- Den' svad'by pridёtsja utočnit' (1979)
- Iz žizni načal'nika ugolovnogo rozyska (1983)